# 第六代諾森伯蘭公爵阿爾吉儂·珀西
第六代諾森伯蘭公爵阿爾吉儂·珀西（Algernon Percy, 6th Duke of Northumberland，1810年5月20日—1899年1月2日）是一名英國貴族與政治人物，1859年曾短暫擔任貿易局副局長以及財政部主計長，並且於1878年至1880年間擔任掌璽大臣（Lord Privy Seal）。

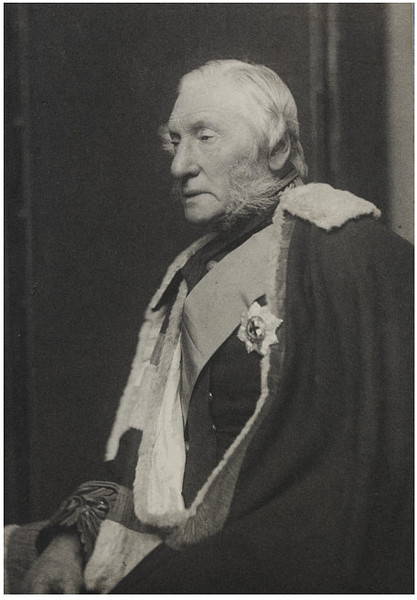
諾森伯蘭公爵阿爾吉儂·珀西